# 费尔南多·克利门特
费尔南多·克利门特（西班牙語：Fernando Climent，1958年5月27日—），西班牙男子赛艇运动员。他曾代表西班牙参加1984年、1988年、1992年和1996年夏季奥林匹克运动会赛艇比赛，其中1984年奥运会获得一枚银牌。